# Cecylia Iwaniszewska
Cecylia Maria Iwaniszewska (z domu Łubieńska, ur. 24 listopada 1928 w Warszawie) – polska astronomka i działaczka społeczna.

## Życiorys
Cecylia Iwaniszewska urodziła się 24 listopada 1928 r. w Warszawie. W listopadzie 1945 r. zdała maturę w II Liceum Ogólnokształcącym im. Mikołaja Kopernika w Bydgoszczy. W tym samym roku rozpoczęła studia na Uniwersytecie Mikołaja Kopernika w Toruniu na kierunku matematyka. Uczęszczała na zajęcia z fizyki i astronomii bez formalnej zmiany kierunku studiów. Od 1 września 1947 r. pracowała na stanowisku młodszego asystenta w Obserwatorium Astronomicznym UMK. Początkowo organizowała bibliotekę oraz wysyłkę „Biuletynu Obserwatorium Astronomicznego UMK w Toruniu”, a od roku akademickiego 1948/1949 prowadziła ćwiczenia do wykładów prof. Wilhelminy Iwanowskiej. W listopadzie 1949 r. Ministerstwo Oświaty nie przedłużyło jej zatrudnienia na UMK z powodów politycznych (uznano ją za wroga ustroju, problemem stało się także pochodzenie z rodziny ziemiańskiej). Dorywczo wykonywała korekty tekstów naukowych oraz otrzymywała stypendium im. Juliusza Rudnickiego i nadal współpracowała z prof. Iwanowską. Jako pierwsza skończyła studia astronomiczne na UMK (w sierpniu 1950 r.). Jej praca magisterska miała tytuł: O różnicy faz między krzywą jasności a krzywą prędkości radialnych cefeid. W sierpniu 1951 r. przywrócono ją do pracy na UMK, do prowadzenia zajęć dydaktycznych i organizowania biblioteki Obserwatorium Astronomicznego. Studia doktoranckie na UMK odbyła w latach 1952–1954, a w ich czasie zajmowała się gwiazdami pulsującymi: cefeidami i gwiazdami typu RR Lyr. Współpracowała z profesorami Wilhelminą Iwanowską i Władysławem Dziewulskim.
Od 1958 r. jest członkinią Międzynarodowej Unii Astronomicznej i od tamtej pory uczestniczyła w 11 kongresach MUA. Stopień doktora uzyskała w październiku 1959 r. na podstawie pracy Wyznaczenie ekstynkcji i gęstości gwiazd w polu Sagitta napisanej pod opieką W. Iwanowskiej. Awansowała wtedy na stanowisko adiunkta. Ze względu na konieczność opieki nad dziećmi i zmianę pracy przez jej męża na wymagającą częstych wyjazdów (w 1962 r.) przeniosła się na etat starszego wykładowcy, który nie wiązał się z częstymi wyjazdami z Torunia do obserwatorium w Piwnicach. Znacząco utrudniło to jej kontynuację kariery naukowej. Prowadziła zajęcia dydaktyczne dla studentów różnych kierunków: archeologii, astronomii (do 1974 r.), biologii, fizyki i geografii. Uczyła łącznie około dziewięć tysięcy studentów. Uczestniczyła w kongresie MUA w 1970 r. w Brighton, podczas którego została przewodniczącą Komisji nr 46: Edukacji astronomii. Funkcję tę pełniła do 2002 r. W ramach przygotowań do Roku Kopernikańskiego prowadziła wykłady popularnonaukowe oraz pisała i redagowała artykuły i broszury związane z Mikołajem Kopernikiem i historią astronomii. Była redaktorem pracy zbiorowej Władysław Dziewulski (1878–1962) wydanej w 1978 r. W 1982 r. odbyła trzymiesięczne stypendium w Obserwatorium w Strasburgu. Od 1980 do 1984 r. piastowała stanowisko zastępcy dyrektora Instytutu Astronomii UMK. Pracę etatową na UMK zakończyła w 1989 r., ale zajęcia dla studentów prowadziła do 2007 r. W 2014 r. wydana została jej książka Wspomnienia o moim uniwersytecie.

## Życie prywatne
Jej rodzicami byli Marian Henryk Łubieński i Zofia z domu Ślaska. Jej siostry to Maria Brykczyńska i Magdalena Łubieńska. Cecylia Łubieńska w dzieciństwie mieszkała w Warszawie oraz Bydgoszczy (1937–1939). Na początku okupacji jej rodzina została przymusowo wysiedlona do Warszawy, gdzie Cecylia uczęszczała do szkoły ogrodniczej (w której uczono przedmiotów ogólnokształcących). Część wojny spędziła w kilku wsiach, ostatnia z nich była na obrzeżu Gór Świętokrzyskich, skąd razem z matką i siostrami przeniosła się do Bydgoszczy.
Jej mężem był astronom Henryk Iwaniszewski (od 1952 r.). Ich synowie to Stanisław (ur. 1953) i Jan (ur. 1955).

## Działalność społeczna
Śpiewała w chórze akademickim UMK. Członkinią Towarzystwa Naukowego w Toruniu jest od 1961 r. Od 1965 r. jest członkinią Towarzystwa Miłośników Torunia, a od 1967 r. pełni różne funkcje w jego zarządzie. Współuczestniczyła w powoływaniu Stowarzyszenia Absolwentów UMK w Toruniu i jest jego członkinią od początku. Była przewodniczącą Komisji Nauczania Astronomii w Międzynarodowej Unii Astronomicznej przez dwie kadencje. Od 1983 r. jest członkinią Klubu Inteligencji Katolickiej i była prezeską oddziału toruńskiego w latach 1994–2017. W 1992 r. została członkinią Europejskiego Towarzystwa Astronomicznego. Od lat dziewięćdziesiątych była jurorką Wojewódzkiego Konkursu z Fizyki i Astronomii organizowanego przez Polskie Towarzystwo Miłośników Astronomii. Od 1996 r. współpracowała z Radą Miasta Torunia w sprawach związanych z nazewnictwem ulic. Zakładała Klub Turystyki Górskiej „Karpaty” w Toruniu. Jest członkinią Polskiego Towarzystwa Turystyczno-Krajoznawczego.

## Wyróżnienia
W 1954 r. jej praca magisterska została nagrodzona w konkursie na prace naukowe z okazji Roku Kopernikowskiego, obchodzonego w 1953 r. (po raz pierwszy po wojnie). Otrzymała Medal 40-lecia UMK. PTMA odznaczyło ją złotą odznaką nr 101 w 1994 r. Towarzystwo Miłośników Torunia przyznało jej Złote Astrolabium w 2001 r. Otrzymała Medal Komisji Edukacji Narodowej. W 2010 r. została uhonorowana Medalem Za Zasługi dla UMK oraz członkostwem honorowym Stowarzyszenia Absolwentów UMK w Toruniu. W 2013 r. została odznaczona medalem „Za Zasługi dla Miasta Torunia” na wstędze. W 2018 r. otrzymała Medal Thorunium od prezydenta Torunia oraz Medal Marszałka Województwa Kujawsko-Pomorskiego. W 2021 r. została honorowym członkiem Polskiego Towarzystwa Astronomicznego.